# 富士市立岩松北小学校
富士市立岩松北小学校（ふじしりつ いわまつきたしょうがっこう、英: Iwamatsu-kita Elementary School, Fuji City）は、静岡県富士市岩本にある公立小学校。

## 沿革
1989年（平成元年）4月、富士市立岩松小学校の児童数増加のため新設され、開校。

## 通学区域
四ッ家、上町、富士上中、富士下中、瀬戸河原、富士緑ヶ丘、東田、旭町、滝戸、湯沢平１丁目、湯沢平２丁目

## 指定避難所
四ツ家、東田、旭町、滝戸

## 進学先中学校
- 富士市立岩松中学校
- 特別支援学級の知的学級の児童は富士市立岩松中学校、情緒学級の児童は富士市立鷹岡中学校へ進学する[4]。